# تیم ملی بسکتبال لیبی
تیم ملی بسکتبال لیبی، نماینده لیبی در مسابقات بین المللی بسکتبال است و تحت نظر فدراسیون بسکتبال لیبی اداره می شود. لیبی از سال ۱۹۶۱ عضو فیبا بوده است. 
آنها دو بار در مسابقات قهرمانی آفریقا پنجم شدند. این کشور میزبان مسابقات قهرمانی بسکتبال آفریقا در سال ۲۰۰۹ بود و رتبه آنها یازدهم شد.